# Nestor Urechia
Nestor Urechia était un écrivain et ingénieur roumain, né le 10 mai 1866 à Bucarest et décédé le 9 avril 1931 dans la même ville.

## Biographie
Ses parents étaient l'écrivain V. A. Urechia et sa femme Luiza (née Wirth-Pester). De 1874 à 1885, il fréquenta une école privée. Puis, de 1886 à 1897, il étudia à l'École polytechnique et à l'École des ponts et chaussées à Paris. En 1897, il devint professeur à l'université Politehnica de Bucarest. Sa première œuvre publiée fut la nouvelle « Moartea lui P. », parue dans Literatorul (Le Littérateur) en 1882. De 1898 à 1916, il fut responsable de la route nationale Câmpina-Predeal. De 1917 à 1920, il fut directeur au ministère des Travaux publics. De 1920 à 1929, il présida l'école de directeurs des travaux publics.
Parmi les livres publiés par Urechia : Conferințe (1901); Un proiect de geografie socială a României (1902), Zânele din Valea Cerbului. Povești pentru copii (1904), qui a connu seize éditions jusqu'en 1987; Dans les Carpathes roumaines, Paris (1906), version française d'În Bucegi (1907); et la monographie Drumul Brașovului (1913). Ses contributions parurent dans Revista nouă, Viața literară și artistică, România viitoare, La Roumanie, Printre hotare et La Politique. Fermecătoarea natură, une anthologie, parut en 1924. Il fut rédacteur en chef du magazine Propilee literare de 1926 à 1930, où il utilisa les pseudonymes Ortens, N. Pan, Ortens Anineanu, Bucegicus, N. Jnepeanu, Stroie Miclescu et Nestor pour des récits de voyage et articles d'histoire du tourisme.
Urechia appartenait à la société des touristes et au touring club roumain. Infatigable voyageur, pour qui la "poésie des horizons" était un remède à la douleur et à la tristesse, et fut parmi les précurseurs de la littérature de voyage roumaine. Son livre de 1916 Robinsonii Bucegilor obtint le prix de l'Académie roumaine.

## Œuvres
- Conferințe [Conférences], Bucarest, 1901
- Un proiect de geografie socială a României [Un projet de géographie sociale de la Roumanie], Bucarest, 1902
- Zânele din Valea Cerbului [Les Fées de la Vallée du cerf], Bucarest, 1904 (rééditions en 1946, 1959, 1977, 1987, 1995, 1997)
- Dans les Carpathes roumaines, en français, Paris, 1906
- Căruța poștei (Cum călătoareau stramoșii noștri) [La diligence postale ou comment voyageaient nos ancêtres], Bucarest, 1907
- În Bucegi (Dans les Bucegi), Bucarest, 1907, réédition de la version intégrale en 2017, avec la traduction en français des passages manquant par Gabrielle Danoux
- Gâze (Povestiri din lumea insectelor) [Petites bêtes, contes du monde des insectes], Bucarest, 1908, 1924
- Drumurile noastre [Nos chemins], Bucarest, 1911
- Sinaia, Bușteni, Azuga, Predeal, Bucarest, 1911
- Drumul Brașovului [La Route de Brașov], Bucarest, 1913
- Umbletul pe jos [La marche à pied], Bucarest, 1916
- Dragi să ne fie munții [Que nos montagnes nous soient chères], Bucarest, 1916
- Robinsonii Bucegilor. Întâmplările a trei cercetași. [Les Robinson des Bucegi. Les aventures de trois éclaireurs], Bucarest, 1916
- Săculețul de povețe al cercetașului [Le petite bourse de conseils de l'éclaireur], Bucarest, 1919
- Prietenele noastre păsările [Nos amis les oiseaux], Bucarest, 1923
- Zâmbetele pământului. (Povești din lumea florilor) [Les sourires de la terre, contes du monde des fleurs], Bucarest, 1924
- Fermecătoarea natură [La charmante nature], Bucarest, 1924
- Salamandra măiastră (poveste-feerie națională în patru acte și cinci tablouri [La magnifique salamandre (conte féerique national en quatre actes et cinq tableaux], Bucarest, 1926
- Vraja Bucegilor [La magie des Bucegi], Bucarest, 1926, 1979
- În împărăția munților [Dans le royaume des montagnes], Bucarest, 1928
- Povești din lumea florilor [Contes du monde des fleurs], Bucarest, 1998